# Operazione Valchiria (film)
(Tagline del film)
Operazione Valchiria (Valkyrie) è un film del 2008 diretto da Bryan Singer. La pellicola è ambientata durante la seconda guerra mondiale e racconta la preparazione dell'attentato del 20 luglio 1944 ai danni di Adolf Hitler organizzato da un gruppo di ufficiali tedeschi, guidato dal colonnello Claus von Stauffenberg. Il film ha come protagonista Tom Cruise nel ruolo di Stauffenberg, affiancato da Kenneth Branagh, Bill Nighy e Tom Wilkinson, rispettivamente nei panni di Henning von Tresckow, Friedrich Olbricht e Friedrich Fromm.

## Trama
Tunisia, aprile 1943. Durante un attacco aereo alleato, il colonnello conte Claus von Stauffenberg viene ferito gravemente. A seguito della perdita dell'occhio sinistro, della mano destra e di due dita della mano sinistra, Stauffenberg viene rimpatriato in Germania. Poco prima dell'attacco, Stauffenberg aveva annotato nel proprio diario la sua opposizione alla politica di Adolf Hitler e la sua speranza di una fine rapida della guerra, che sta portando la Germania alla rovina. Non è il solo ufficiale ad opporsi al dittatore: il 13 marzo dello stesso anno, il generale Henning von Tresckow ha tentato di uccidere il Führer con una bomba a tempo, sistemata sul suo aereo; tuttavia l'attentato non è riuscito e, a causa dell'arresto di uno dei cospiratori, si rende necessario trovare un sostituto, e la scelta del generale Friedrich Olbricht cade proprio sul giovane colonnello.
Stauffenberg viene trasferito all'Ufficio generale dell'esercito, e attua modifiche surrettizie all'Operazione Valchiria (Piano Walküre), per poter utilizzare contro le SS ed i gerarchi nazisti le forze della riserva, distribuite in Germania e nei paesi occupati. Perché questo possa avvenire sono necessarie alcune condizioni: l'approvazione del nuovo piano da parte di Hitler, la complicità o l'assenso del generale Friedrich Fromm, comandante dell'esercito territoriale, e la morte del Führer. Ma Fromm, nonostante l'offerta del posto di comandante supremo dell'esercito, non intende partecipare al complotto. Tuttavia, per opportunismo, evita di denunciare Stauffenberg ed Olbricht.
Il generale Henning von Tresckow viene intanto trasferito al fronte e mette Stauffenberg a capo della parte militare dell'operazione, non prima di avere raccomandato al colonnello di esaminare il problema delle comunicazioni provenienti dalla Tana del Lupo, sede del comando di Hitler, dove deve avvenire l'attentato. Stauffenberg convince il generale Erich Fellgiebel, responsabile delle comunicazioni, ad unirsi al complotto. Stauffenberg viene nominato capo di stato maggiore della riserva e questo gli permette di partecipare alle riunioni a cui presenzia il Führer e sceglie come suo aiutante il tenente Werner von Haeften, fedele alla congiura. Insieme a lui e al generale Fromm, il 7 giugno 1944 si reca al Berghof, la residenza privata di Hitler a Berchtesgaden, riuscendo a fargli approvare le modifiche all'Operazione Valchiria.
Il colonnello Albrecht Mertz von Quirnheim si incarica di istruire Stauffenberg sull'uso del congegno che sarà usato nell'attentato, avvertendolo che, dopo l'innesco, avrà dai 10 ai 15 minuti di tempo per collocare l'ordigno ed allontanarsi. Viene anche stabilito di non procedere se non sarà possibile uccidere, insieme ad Hitler, anche il comandante delle SS Heinrich Himmler, limitando di fatto la libertà di azione del colonnello. Infatti il primo tentativo, avvenuto il 13 luglio, viene bloccato dall'assenza di Himmler, nonostante le truppe di riserva siano già state allertate.
Come conseguenza, il generale Fromm minaccia l'arresto ad Olbricht e Stauffenberg nel caso allertassero nuovamente la riserva senza suo ordine e il generale Ludwig Beck, futuro Capo di Stato nel piano dei congiurati, lascia da quel momento mano libera a Stauffenberg.

Mappa del complesso della Wolfsschanze, la Tana del Lupo, quartier generale di Hitler durante la guerra, dal giugno 1941 al novembre 1944. L'edificio contrassegnato con il numero 6 è la sala delle conferenze dove avvenne l'attentato

Il 20 luglio 1944 Stauffenberg, insieme a von Haeften, si reca nuovamente a Rastenburg ma, una volta arrivati, ricevono la notizia che la riunione è anticipata a causa della visita di Mussolini. Il colonnello, impacciato dalla sua menomazione, riesce ad innescare uno solo dei due pacchi di esplosivo; inoltre, la riunione, a causa del caldo estivo, viene spostata dal bunker alla sala riunioni, una costruzione in legno che non potrà amplificare l'effetto dell'esplosione. Mentre von Haeften viene mandato a prendere l'automobile, Stauffenberg, dopo aver posizionato l'ordigno, riesce ad uscire dalla sala riunioni e ad allontanarsi.
Pochi minuti dopo avviene l'esplosione, e i due riescono fortunosamente ad uscire dalla Tana del Lupo ed imbarcarsi sull'aereo che li riporta a Berlino. Nel frattempo, Fellgiebel chiama Mertz von Quirnheim per comunicargli l'avvenuto attentato, ma non la morte del dittatore, e le comunicazioni vengono poi immediatamente bloccate da Fellgiebel. Incerto sulla morte di Hitler, Olbricht rinuncia ad allertare la riserva per dare inizio all'Operazione Valchiria, perdendo in questo modo tempo prezioso. Dopo alcune ore, Von Quirnheim decide di agire di sua iniziativa. Giunti a Berlino, Stauffenberg viene a conoscenza del ritardo e che Fromm non è stato avvertito. Furibondo per la perdita di tempo, che può compromettere tutta l'operazione, intima al generale Olbricht di dare inizio a "Valchiria" a nome di Fromm, anche senza la sua approvazione.
Olbricht esegue le direttive di Stauffenberg, e dà inizio all'operazione. Pochi minuti dopo, i congiurati mettono Fromm di fronte al fatto compiuto, offrendogli ancora una volta di unirsi a loro. Ma Fromm, dopo avere parlato al telefono con Keitel, saputo che Hitler è sopravvissuto, si rifiuta di partecipare al complotto e viene così messo agli arresti dai congiurati. Il capo della polizia di Berlino, Wolf-Heinrich von Helldorf, garantisce l'appoggio delle forze dell'ordine e i primi gerarchi nazisti cominciano ad essere arrestati ed i ministeri occupati, mentre dai distretti dei paesi occupati giungono notizie confortanti in merito alla resa senza combattere delle SS. Il feldmaresciallo Erwin von Witzleben viene nominato comandante supremo delle forze armate. Ma quando tutto sembra procedere secondo i piani, al centro comunicazioni cominciano ad arrivare ordini contraddittori, alcuni dai congiurati ed altri da Rastenburg, ed anche in capo a Stauffenberg viene emanato un ordine di arresto.
La situazione precipita quando il maggiore Otto Ernst Remer, recatosi ad arrestare il ministro della propaganda Joseph Goebbels, viene da questi messo in comunicazione diretta col Führer, scoprendo che è ancora in vita. Le comunicazioni dal comando di Stauffenberg vengono bloccate e rapidamente il controllo della situazione torna ai nazisti. I congiurati vengono arrestati e Fromm ne ordina l'esecuzione, per cercare di occultare la sua connivenza. Olbricht, von Quirnheim, von Haeften e Stauffenberg vengono immediatamente fucilati nel cortile del Bendlerblock, mentre gli altri congiurati saranno giustiziati dopo processi-farsa presieduti da Roland Freisler. Fromm venne fucilato il 12 marzo 1945 con l'accusa di "codardia di fronte al nemico".
Il complotto del 20 luglio fu l'ultimo di 15 attentati per uccidere il Führer, il quale, solo nove mesi più tardi, il 30 aprile 1945, si suicidò nel bunker della Cancelleria durante la battaglia di Berlino. Nina von Stauffenberg, moglie del colonnello, sopravvisse alla guerra, per spegnersi il 2 aprile 2006.
Il film si chiude con una frase dal monumento a Berlino dedicato alla Resistenza tedesca:

## Produzione
Il regista Bryan Singer, dopo il successo di X-Men e di X-Men 2, realizzati rispettivamente nel 2000 e nel 2003, e di Superman Returns, realizzato nel 2006, cercò invano di produrre un sequel anche per quest'ultimo. Sempre nel 2006, lo sceneggiatore Christopher McQuarrie gli presentò la bozza di un film ambientato durante la seconda guerra mondiale, con argomento il complotto del 20 luglio e, nei mesi successivi, i due iniziarono a collaborare al progetto per renderlo realizzabile. Nel marzo del 2007, fu proposto il progetto alla United Artists, a Paula Wagner ed a Tom Cruise, i quali si resero subito disponibili a finanziarlo. All'attore fu proposto, data la somiglianza, il ruolo di Claus von Stauffenberg, e Cruise accettò immediatamente.
Il 24 luglio 2007, la German Federal Film Fund ha finanziato con 4.800.000 di euro (6.640.000 dollari) la United Artists per collaborare alla produzione, aggiungendo successivamente altri 80 milioni di dollari per la realizzazione del film.
Nell'agosto 2007 è avvenuto sul set un grave incidente: undici lavoratori che si trovavano a bordo di un camion sono rimasti feriti, alcuni in modo grave, a causa della caduta dal mezzo, dovuta alla velocità con la quale aveva affrontato una curva. L'incidente provocò l'interruzione delle riprese per un breve periodo.

### Regia
Bryan Singer considerò von Stauffenberg "un umanista", sostenendo che "lui capì il suo ruolo di colonnello, ma capì inoltre che il nazismo stava facendo cose terribili". Avendo diretto Superman Returns, comparò l'identità duplice di Stauffenberg come colonnello fedele e cospiratore a Superman, con la sua identità civile Clark Kent.

### Sceneggiatura

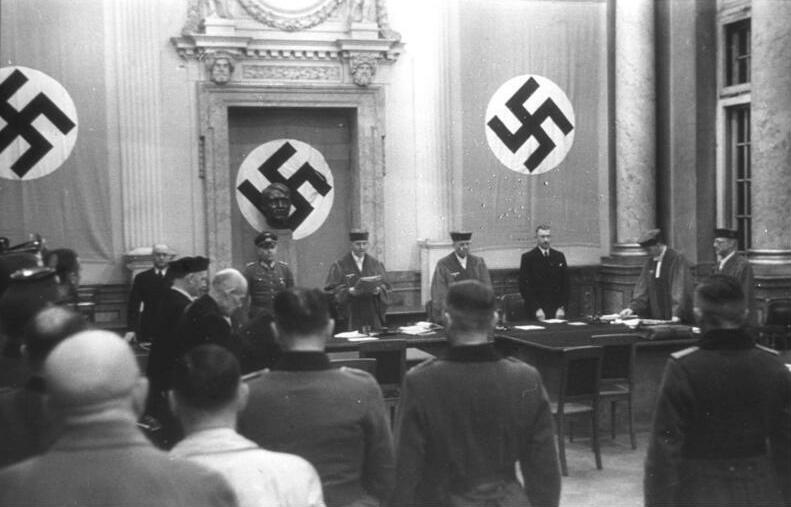
Il processo ai congiurati, presieduto dal giudice nazista Roland Freisler

Cristopher McQuarrie e Nathan Alexander esaminarono fotografie, telecronache e testi della Gestapo e delle SS, per ricostruire le cause e gli sviluppi della cospirazione. I due sceneggiatori misero mano alla scrittura a produzione già cominciata, dopo l'effettuazione delle prime riprese a Berlino. Portarono avanti il lavoro conducendo ricerche, facendo studi e rilievi in loco ed incontrandosi con parenti dei congiurati. Grazie alle informazioni reperite furono in grado di apportare modifiche e migliorie anche durante le riprese del film.
Le scene iniziali di von Stauffenberg in Tunisia furono scritte con l'intenzione di comunicare lo sgomento e la delusione del colonnello, di fronte alla situazione, ormai irreversibile, in cui versava la guerra. Gli scrittori avrebbero inoltre voluto inserire anche le attività di resistenza avvenute in Germania contro il nazismo e presentare il disgusto di alcuni ufficiali per i massacri commessi delle SS quale causa principale della mobilitazione contro Hitler.
I due sceneggiatori ebbero il difficile compito di tradurre i propositi dei protagonisti, da pure congetture a fatti. Essi tentarono di includere anche scene in cui von Stauffenberg si pentiva delle atrocità di cui si era sentito responsabile prima della sua presa di coscienza, ma le difficoltà che avrebbero incontrato nel rappresentare la figura del Führer e del percorso compiuto dai protagonisti nel ribellarsi alla situazione in cui versava la Germania, li fecero desistere.

### Cast

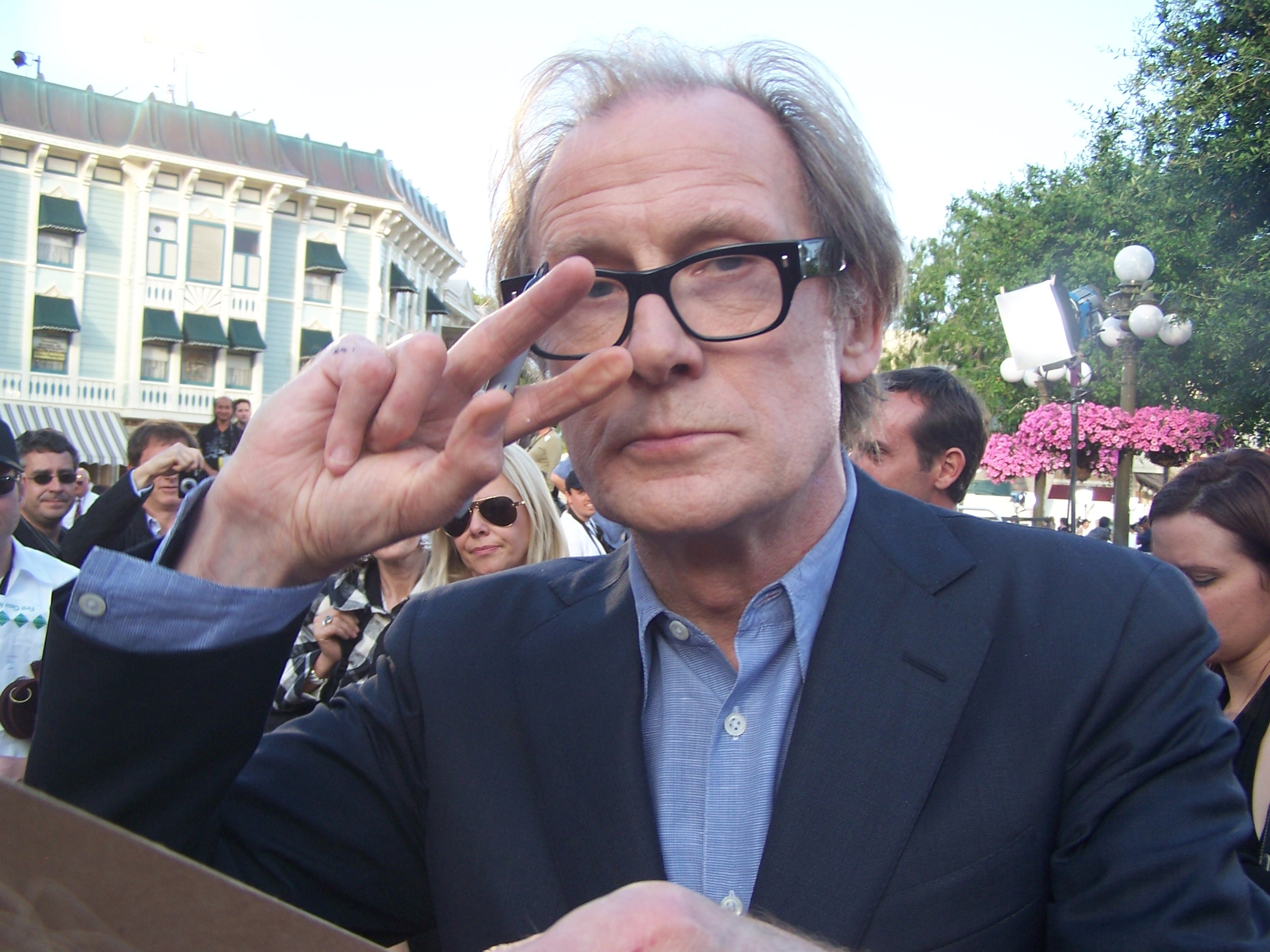
L'attore inglese Bill Nighy, interprete del generale tedesco Friedrich Olbricht

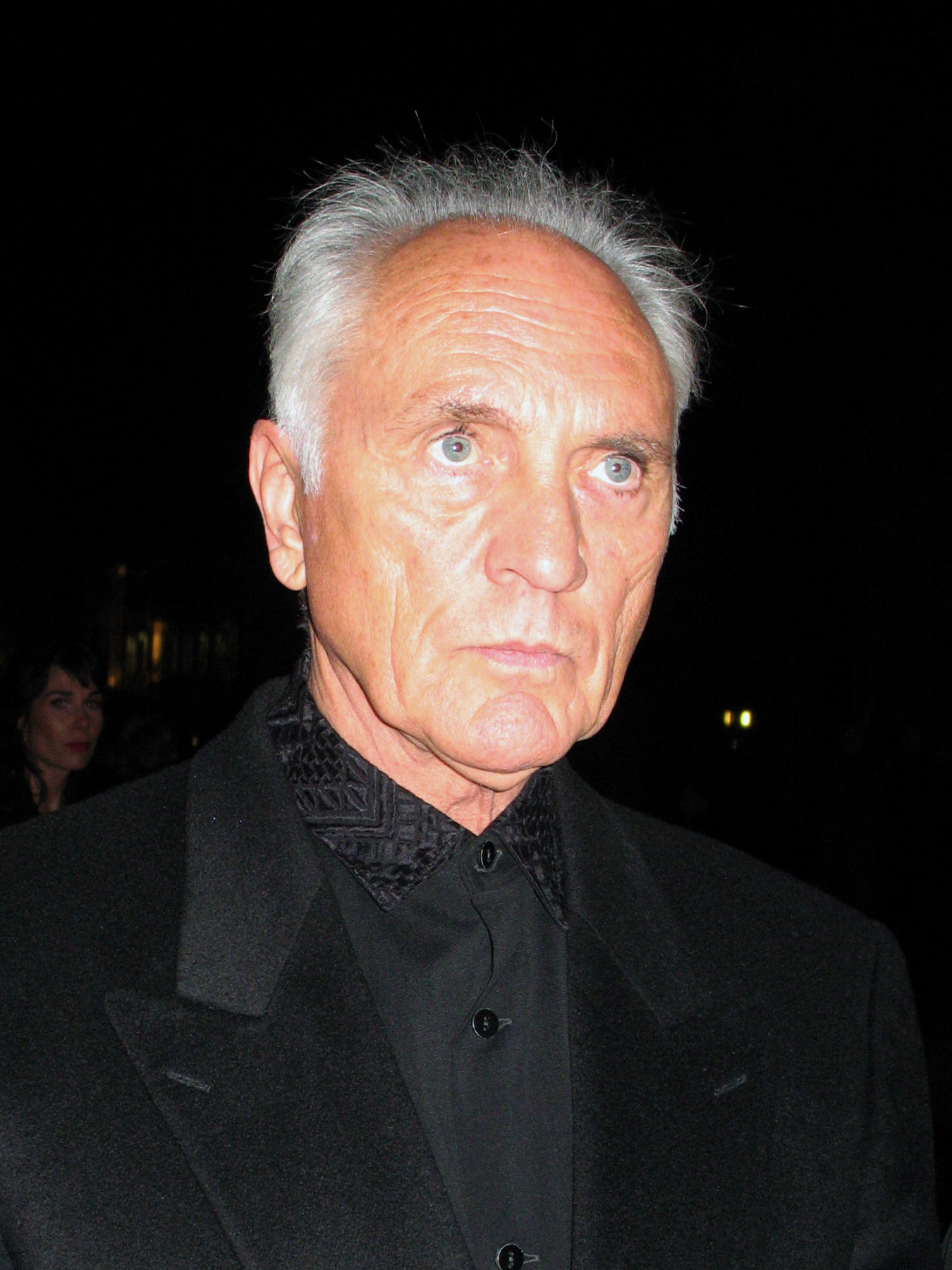
Terence Stamp interpreta il generale Ludwig Beck

- Tom Cruise: impersona il protagonista Claus von Stauffenberg, il colonnello della Wehrmacht che partecipò alla cospirazione per assassinare Hitler. Egli volle lavorare con Singer da quando si incontrarono alla prima di Mission: Impossible, essendo attratto dallo stile del regista, oltre ad ammirare Stauffenberg per il suo eroismo. Sull'ufficiale tedesco ebbe a dire: «pensai alla sua condizione ed a quello che avrebbe dovuto rappresentare; egli comprese che doveva prendere una decisione molto difficile e che l'avrebbe presa a rischio della vita; lui riconobbe che Hitler era il pericolo»[14]. L'attore si preparò al ruolo per otto mesi, assumendo un ricercatore e studiando libri sulla vita del personaggio, che perse l'occhio sinistro, la mano destra e due dita della sinistra a seguito di un attacco aereo alleato in Tunisia.
- Kenneth Branagh: impersona il generale Henning von Tresckow da cui però si discosta molto nell'aspetto; questi infatti era calvo, ma Singer disse a proposito: «Se guardate nell'energia di Tresckow, lui aveva un'onestà che condivide con Branagh»[15].
- Bill Nighy interpreta il generale Friedrich Olbricht: fu scelto per dare simpatia alla figura del generale, evitando di divenire il "capro espiatorio" del fallimento del colpo di Stato. Nighy ha voluto evidenziare che Olbricht era contrario al regime di Hitler ma si dimostrò titubante nell'agire. L'attore così descrisse la sua raffigurazione: «Una delle cose più sconcertanti che si possa immaginare è quello di mettere una divisa nazista. È così associata con il male che mi ci è voluto qualche giorno per abituarmi a stare nel costume».
- Terence Stamp: recita nella parte del generale Ludwig Beck. Singer lo aveva precedentemente contattato per un ruolo nel film X-Men, affascinato dalla sua interpretazione del Generale Zod in Superman II. Stamp visse la battaglia d'Inghilterra da bambino e aiutò Singer nella realizzazione di una scena in cui Von Stauffenberg si nascose dai bombardamenti degli Alleati[16]. L'attore descrive il suo approccio all'interpretazione di Beck:«Ci deve essere una sorta di discernimento non giudicante, così che quando recito nella parte di cattivo, loro non pensano che siano particolarmente cattivi». L'attore ha cercato di trovare "la parte di Terence che sarebbe disposta a suicidarsi per certi ideali"[17].
- Tom Wilkinson nel ruolo del generale Friedrich Fromm, capo della riserva militare della Germania e principale antagonista del film. Wilkinson fu scelto per dare simpatia al traditore Fromm.
- Carice van Houten impersona la moglie di von Stauffenberg, Nina Schenk Gräfin von Stauffenberg. I produttori erano impressionanti per la sua performance in Black Book e decisero che poteva dare una forte impersonificazione con un minimo di dialogo.
- Kevin McNally nel ruolo di Carl Friedrich Goerdeler, un politico tedesco che mirava a diventare cancelliere dopo il successo dell'attentato.
- Christian Berkel interpreta il colonnello Albrecht Mertz von Quirnheim, cospiratore con conoscenze di esplosivi.
- Jamie Parker nel ruolo del tenente Werner von Haeften, un aiutante di Von Stauffenberg che lo aiutò ad effettuare l'attentato.
- Eddie Izzard impersona il generale Erich Fellgiebel, un ufficiale tedesco Capo delle comunicazioni della Tana del Lupo, il bunker di Hitler dove è avvenuto l'attentato.
- Halina Reijn interpreta la segretaria del Bendlerblock Margarethe von Oven, incaricata di trascrivere le modifiche all'operazione Walküre[18].

Altri attori hanno partecipato alle riprese, tra i quali spiccano i nomi di Tom Hollander, e Kevin McNally, famosi per aver partecipato alla trilogia dei Pirati dei Caraibi, ed, in un piccolo cameo, anche Bernard Hill.

### Riprese
Le riprese del film sono iniziate il 18 luglio 2007 ed hanno avuto termine nell'ottobre del 2007.

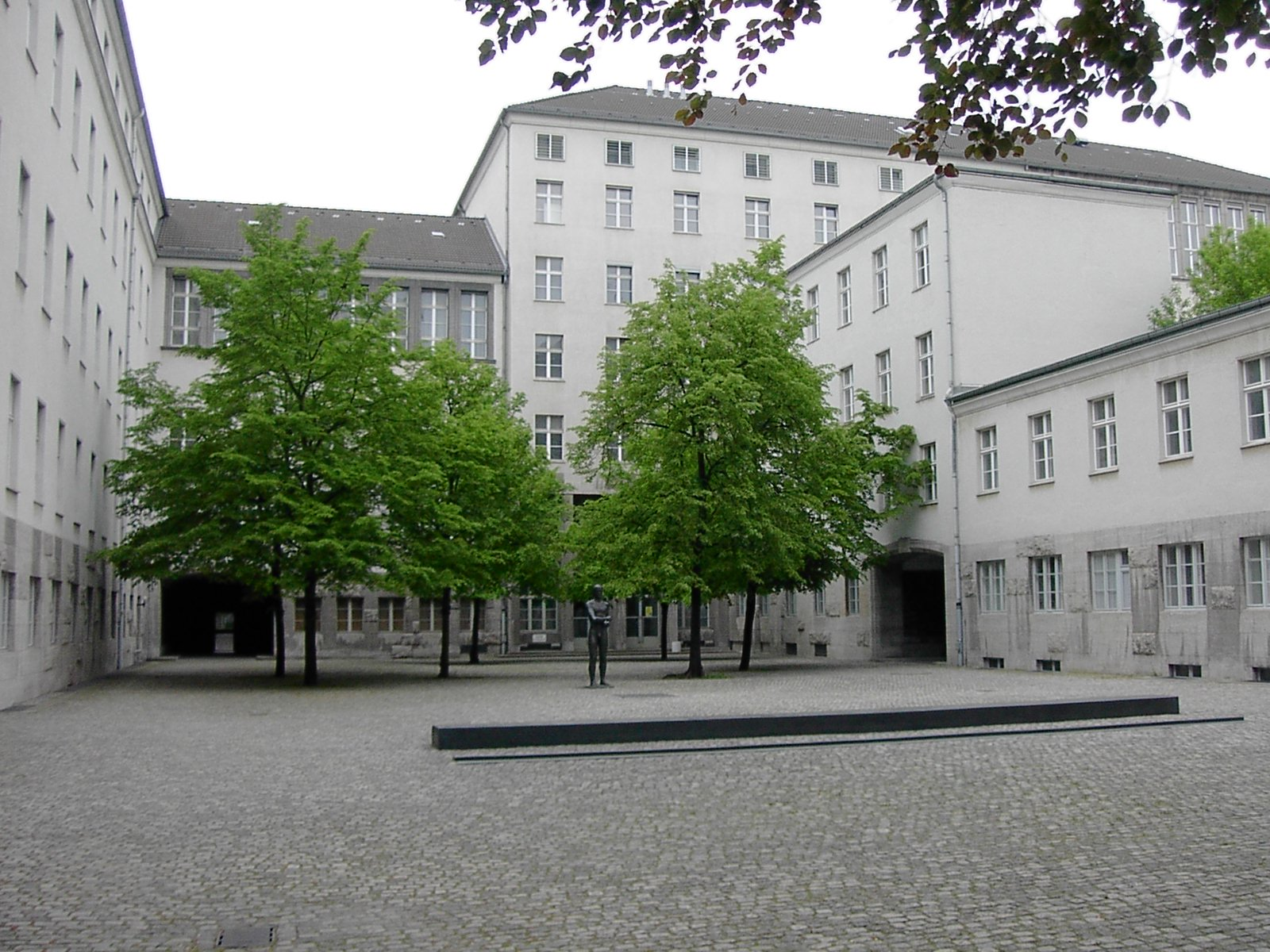
Il palazzo di Bendlerblock, quartier generale e luogo della fucilazione dei congiurati del complotto del 20 luglio

Le scene sono state girate in gran parte a Berlino, Löwenvilla ed allo Studio Babelsberg di Potsdam; le ambientazioni della Wolfsschanze a Groß Köris, le riprese aeree, le scene ambientate nella foresta e nel deserto nella Contea di San Bernardino in California, ed alcune scene a Praga.
I produttori di Operazione Valchiria chiesero di effettuare alcune riprese a Bendlerblock, il palazzo in cui Stauffenberg prestava servizio e che fungeva da posto di comando durante le ore del colpo di Stato; il Ministero dell'Economia e delle Finanze inizialmente negò il permesso, data l'importanza storica e culturale del sito e la conseguente perdita di dignità dovuta alla costruzione di un set cinematografico ma, nel settembre 2007, il governo tedesco ha dato il suo assenso alla creazione del set a Bendlerblock.

### Effetti speciali
Gli effetti speciali del film sono stati creati dalla Sony Pictures Imageworks, che aveva già lavorato con Bryan Singer per Superman Returns. La VFX fu assunta per ritrarre von Stauffenberg e le menomazioni subiti in Tunisia nel 1943. Le esplosioni nel film sono compiute realmente; la maggior parte degli 800 effetti generati al computer fu usata per ritrarre von Stauffenberg ferito in guerra.
Cruise chiese che le mani di von Stauffenberg (cioè le sue) fossero generate con effetti visivi che gli permettessero di muoversi senza alcun fastidio. Per la battaglia in Nordafrica, furono utilizzati effetti speciali di Warhawks; per le riprese che mostrano squadroni di soldati, invece, non si ricorse a effetti digitali, ma a veri squadroni basandosi su fotografie o video dell'epoca.
Inoltre la Sony Pictures Imageworks espanse altri tipi di battaglie, ma utilizzando tecniche digitali. L'esterno del Bavarese, residenza di Hitler, è stato creato digitalmente, adattandone l'aspetto dalla struttura originale.

## Colonna sonora
Valkyrie, edito negli Stati Uniti, etichetta Varèse Sarabande, il 16 dicembre 2008, musiche composte da John Ottman.

In Italia, Operazione Valchiria, edito il 29 gennaio 2009
Tracce
1. They'll Remember You
2. Operation Valkyrie
3. What's This Really All About?
4. Bunker Bu
5. March 13 Attempt
6. Midnight Waltz
7. A Place to Change
8. Seconds Lost
9. Getting the Signature
10. The Officer's Club: Für Eine Nacht Voller Seligkeit
11. The Way it Should Go
12. If I Were That Man - To the Berghof
13. I'm Sorry
14. Important Call
15. No More Indecision
16. Olbricht Gives the Order
17. Operation Terminated
18. Long Live Sacred Germany

## Promozione
Il primo trailer ufficiale del film fu presentato in anteprima dal sito Yahoo Movies! il 9 novembre 2007, con sottofondo musicale della colonna sonora della saga Saw.

## Distribuzione

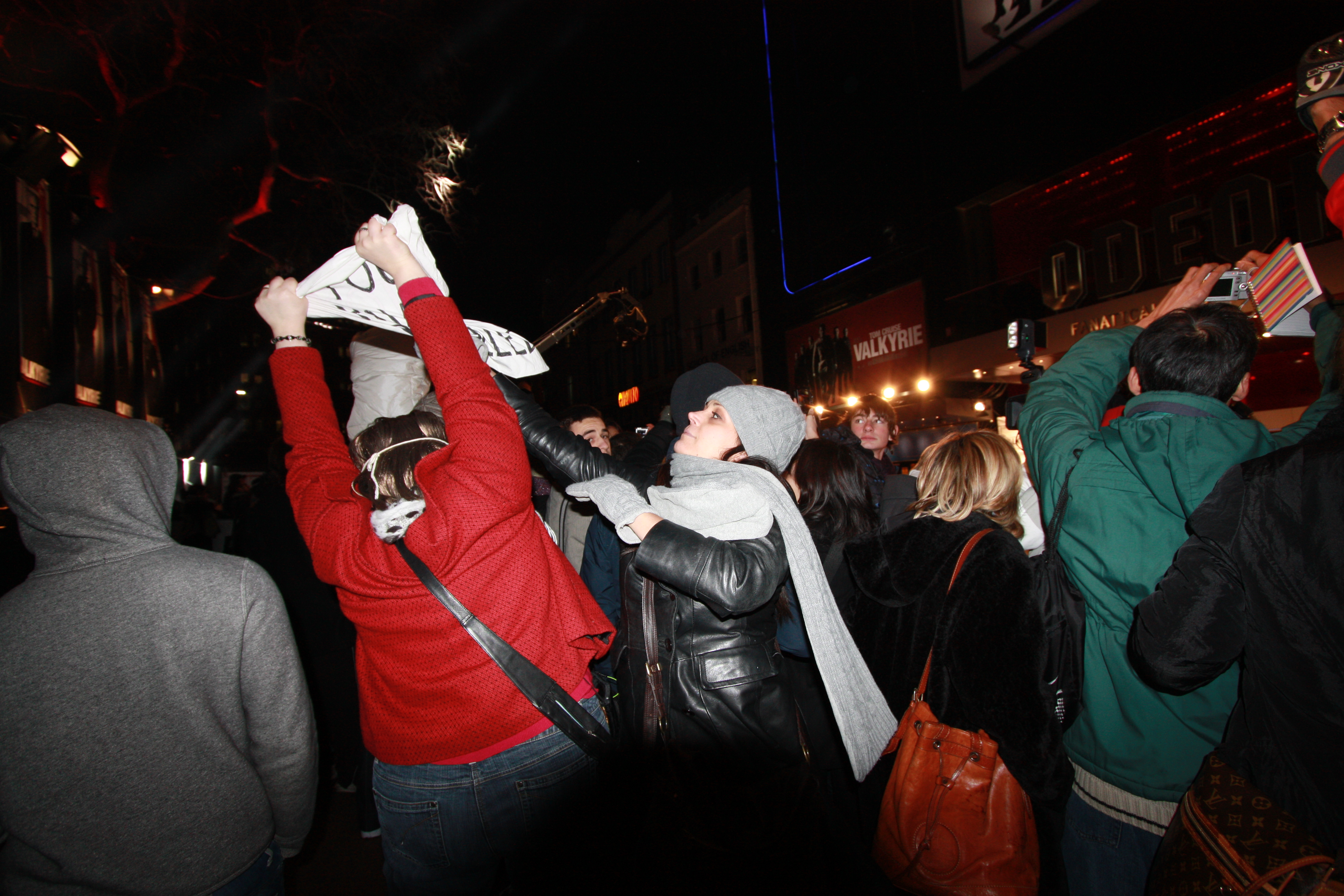
Proteste alla prima londinese del film a causa dell'appartenenza di Tom Cruise al culto di Scientology

La prima mondiale del film nelle sale era fissata per l'8 agosto 2008, ma fu prima anticipata al 27 giugno 2008, per evitare sovrapposizioni con altre uscite e, successivamente posticipata al 3 ottobre negli Stati Uniti. Nell'aprile del 2008, la casa di produzione fissò una nuova data di uscita nelle sale al 19 febbraio 2009, in modo da permettere alla troupe di completare alcune sequenze. La data fu poi anticipata al 26 dicembre 2008, periodo che offriva alla pellicola la possibilità di una nomination agli Oscar.
L'uscita della pellicola in Germania fu accompagnata da polemiche, da manifestazioni e da minacce di boicottaggio a causa dell'appartenenza di Tom Cruise al culto di Scientology, considerato nel paese non come una religione ma piuttosto come una setta a carattere commerciale,  idea avallata nell'opinione pubblica tedesca dall'inaugurazione, alla presenza di Tom Cruise, di una sede di Scientology nel centro di Berlino, alcuni mesi prima dell'entrata in pre-produzione del film.
Il film è stato vietato ai minori di 14 anni in Svizzera (cantoni di Vaud e Ginevra), Brasile e Perù. Ai minori di 13 anni negli Stati Uniti, Finlandia, Spagna, Canada, Filippine. Infine è stato vietato ai minori di 12 anni nella Repubblica Ceca, Corea del Sud, Irlanda, Paesi Bassi, Portogallo, Germania.

### Data di uscita
- Stati Uniti, Valkyrie, 25 dicembre 2008
- Germania, Operation Walküre – Das Stauffenberg Attentat, 22 gennaio 2009 (Prima europea)
- Regno Unito, Valkyrie, 23 gennaio 2009
- Francia, Walkyrie, 28 gennaio 2009
- Russia, Операция «Валькирия», 29 gennaio 2009
- Italia, Operazione Valchiria, 30 gennaio 2009
- Spagna, Valkyrie, 30 gennaio 2009

### Edizioni home video
La 01 Distribution ha messo il film in commercio nel mercato italiano a partire dal 16 settembre 2009 in differenti edizioni:
- DVD disco singolo
- Blu-ray Disc disco singolo

## Accoglienza

### Incassi
Il film ha realizzato a livello internazionale un incasso di 117 198 951 dollari.
Negli Stati Uniti ha incassato 83 077 833 dollari, di cui 21 027 007 nel week-end di apertura. In Italia l'incasso è stato di 
4 525 000 euro mentre in Germania e Spagna, rispettivamente di 11 442 619 e 7 963 996 dollari.

### Critica
Il film in Italia è stato accolto con il pressoché unanime parere sulla debolezza della sceneggiatura, unita alla critica alla presenza di Tom Cruise che "sovrasterebbe" il personaggio; perplessità inoltre sono state espresse sull'ambientazione, in "stile hollywoodiano", nella ricostruzione dei luoghi storici in maniera "pulita ed ordinata", in una città che da molti mesi subiva quotidiani bombardamenti da parte degli Alleati.
Negli Stati Uniti ed in Germania il film ha ricevuto critiche positive, ma non sono mancati giudizi contrastanti: il The New York Times ha rilevato che, nonostante le discrete critiche, la pellicola è stata accolta con una certa freddezza. Maggiormente critico si è dimostrato il periodico tedesco Der Spiegel, che ha elogiato tutti gli attori ma ha definito l'interpretazione di Tom Cruise "non all'altezza del carisma di von Stauffenberg".

## Premi e riconoscimenti
- 2009 - Saturn Award
  - Nomination Miglior film d'azione/di avventura/thriller
  - Nomination Miglior regia a Bryan Singer
  - Nomination Miglior attore a Tom Cruise
  - Nomination Miglior attore non protagonista a Bill Nighy
  - Nomination Miglior attrice non protagonista a Carice van Houten
  - Nomination Miglior colonna sonora a John Ottman
  - Nomination Migliori costumi a Joanna Johnston
- 2008 - Visual Effects Society
  - Nomination Migliori effetti speciali di supporto a Richard R. Hoover, Maricel Pagulayan, Peter Nofz e Daniel Eaton

## Inesattezze storiche
(Henning von Tresckow)
Sebbene il film non abbia la presunzione di essere storicamente attendibile (nei titoli iniziali è specificato che è liberamente "ispirato ad una storia vera"), per completezza si riportano le inesattezze storiche contenute:
- nel film è il generale Henning von Tresckow a consegnare personalmente la cassetta contenente le cariche esplosive al colonnello Brandt durante il fallito attentato del 13 marzo 1943: in realtà fu il colonnello Fabian von Schlabrendorff ad essere incaricato dell'azione.[41]
- Stauffenberg aveva un fratello, Berthold, non menzionato nel film, anch'egli coinvolto nell'attentato e giustiziato il 10 agosto.[42]
- nel film Stauffenberg viene disturbato durante l'innesco delle bombe dall'attendente del feldmaresciallo Keitel: nella realtà fu Keitel in persona a bussare alla porta.[43]
- nel film l'attendente del feldmaresciallo Keitel prende la borsa di Stauffenberg mentre si stanno recando alla sala riunioni: in realtà il colonnello non gli permise di toccarla, allontanandola di scatto dalla presa del maggiore.[44]
- il generale Fellgiebel non riuscì a bloccare le comunicazioni, nemmeno per breve tempo.[45]
- il generale Ludwig Beck fallì il tentativo di suicidio, rimanendo solo ferito: solo dopo la fucilazione degli altri congiurati gli venne dato il colpo di grazia.[46]
- il colonnello Stauffenberg non venne fucilato al petto, ma alla schiena.
- Le scene girate all'esterno in Berlino rappresentano intatti tutti i fabbricati inquadrati, mentre in realtà a fine luglio 1944 la città era già devastata dai bombardamenti alleati.